# Ercan Kara
Ercan Kara, né le 3 janvier 1996 à Vienne en Autriche, est un footballeur international autrichien jouant au poste d'avant-centre au Rapid Vienne.

## Biographie

### En club

#### Débuts en Autriche
Né à Vienne en Autriche, Ercan Kara commence sa carrière au SK Slovan-Hütteldorfer AC puis évolue avec l'équipe réserve de l'Austria Vienne. En 2019 il rejoint le SV Horn, en deuxième division autrichienne.
Il est repéré par le Rapid Vienne qu'il rejoint lors du mercato hivernal, en janvier 2020. Il joue son premier match le 23 février 2020, lors d'une rencontre de championnat face au TSV Hartberg. Il entre en jeu à la place de Christoph Knasmüllner et se fait remarquer en inscrivant son premier but, d'une réalisation de la tête dans le temps additionnel, qui permet à son équipe d'obtenir le point du match nul (2-2). 
Avec le Rapid Vienne, Ercan Kara découvre la Ligue des champions, lors d'un match qualificatif face au NK Lokomotiva Zagreb le 26 août 2020. Titulaire ce jour-là, il donne la victoire et la qualification à son équipe en inscrivant le seul but de la partie. Le tour suivant est moins heureux pour les Autrichiens, puisqu'ils sont vaincus par le KAA La Gantoise le 15 septembre 2020 (2-1).
Il s'impose au Rapid Vienne comme un joueur essentiel, ne manquant qu'un seul match durant l'année civile 2021, ce qui fait de lui l'un des joueurs les plus utilisés en Europe. Il totalise sur cette période 23 buts pour le Rapid.

#### Passage aux États-Unis
Kara est recruté par le Orlando City SC, franchise de Major League Soccer le 27 janvier 2022 avec le statut de joueur désigné. 
Il marque son premier but sous ses nouvelles couleurs le 9 avril 2022, contre les Fire de Chicago, en MLS. Unique buteur de la partie, il donne la victoire aux siens. Kara se fait remarquer le 19 juin 2022 en réalisant son premier doublé pour Orlando City, lors d'une rencontre de MLS contre le Dynamo de Houston. Ses deux buts permettent à son équipe de l'emporter ce jour-là (2-1 score final). 
Le 7 septembre 2022, il remporte la Coupe des États-Unis avec Orlando à l'Exploria Stadium après une victoire 3-0 face au Republic de Sacramento.

#### Suite en Turquie
Le 2 septembre 2023, Ercan Kara est transféré à Samsunspor, en Süper Lig après un an et demi en Floride.
Kara inscrit son premier but pour le club le 4 novembre 2023, contre Hatayspor, en championnat. Il permet à son équipe de s'imposer par deux buts à un.

### En équipe nationale
Né en Autriche, Ercan Kara est également originaire de Turquie. Il choisit de représenter son pays de naissance. En mars 2021, il est appelé pour la première fois avec l'équipe nationale d'Autriche, par le sélectionneur Franco Foda.

## Palmarès
FC Mauerwerk
- Champion de quatrième division autrichienne en 2016-2017

 Orlando City
- Vainqueur de la Coupe des États-Unis en 2022